# Юхнин, Виктор Михайлович
Ви́ктор Миха́йлович Юхни́н (23 декабря 1923 года — 27 января 1989 года) — советский офицер, Герой Советского Союза (1943), участник Великой Отечественной войны в должности командира отделения 310-го гвардейского стрелкового полка 110-й гвардейской стрелковой дивизии 37-й армии Степного фронта, майор (1958).

## Биография
Родился в Сарапуле. В 1940 году окончил семилетнюю школу, работал слесарем на МТС. Призван в 1941 году и направлен в 3-е Ленинградское пехотное училище, эвакуированное в Воткинск. В августе училище по боевой тревоге было направлено на фронт.
Воевал на Северном Кавказе в районе города Моздок, был ранен. После ранения сражался под Новороссийском, освобождал Кубань и Левобережную Украину.
При форсировании Днепра 29 сентября 1943 года вместе со своим отрядом переправился на занятый противником остров, после его освобождения — на правый берег Днепра в районе села Куцеволовка Онуфриевского района Кировоградской области. Лодка с десантом была опрокинута взрывом, бойцы под руководством сержанта Юхнина достали пулемёты из ледяной воды. Сменив раненого командира взвода, Юхнин успешно командовал взятием села и отбитием многочисленных контратак. 15 октября был ранен, после госпиталя вернулся на фронт.
Указом Президиума Верховного Совета СССР от 22 февраля 1944 года за образцовое выполнение боевых заданий командования при форсировании реки Днепр, развитие боевых успехов на правом берегу реки и проявленные при этом отвагу и геройство Юхнину Виктору Михайловичу присвоено звание Героя Советского Союза с вручением ордена Ленина и медали «Золотая Звезда».
В июне 1944 года был направлен в Рязанское военное автомобильное училище, после его окончания в 1946 году служил в автомобильных войсках Уральского и Приморского военного округов. В 1946 году вступил в ВКП(б).
Вернувшись в Сарапул в 1958 году, работал главным инженером и начальником автоколонны, затем — старшим мастером и старшим инженером Сарапульского электрогенераторного завода. После выхода на пенсию был заместителем председателя Совета ветеранов Великой Отечественной войны Сарапула. Скончался 27 января 1989 года. Похоронен в Сарапуле на городском кладбище № 2.

## Награды
- Медаль «Золотая Звезда» Героя Советского Союза;
- орден Ленина;
- орден Отечественной войны I степени;
- медали, в том числе:
  - медаль «За отвагу» (9.07.1944);
  - медаль «За оборону Кавказа».

## Память
- Почетный гражданин Сарапула (3.06.2010).
- Имя Героя занесено в Книгу Почёта Сарапульского электрогенераторного завода.
- В Сарапуле на доме, где жил В. М. Юхнин, установлена мемориальная доска.
- На стеле мемориала «Вечный огонь» в Ижевске имя Героя высечено золотыми буквами.